# 1745
Cette page concerne l'année 1745  du calendrier grégorien.
L'année 1745 est une année commune qui commence un vendredi.

## Événements
- 11 mai-27 juin, troisième Guerre intercoloniale : siège et prise de la forteresse de Louisbourg sur l’Île du Cap-Breton par les Britanniques[1]. William Pepperell, un riche marchand armateur chargé du commandement des troupes coloniales et Peter Warren, chargé de la direction de tous les vaisseaux des colonies situées au nord de la Virginie, après avoir assiégé Louisbourg pendant six semaines, forcent Louis Du Pont Duchambon à céder la forteresse aux Anglais.
- 19 septembre[2] : l'arrestation de Samuel Baldwin provoque une insurrection au New Jersey, où les fermiers pauvres disputent la terre aux riches propriétaires, qui exigent des loyers. Samuel Baldwin, qui possède un titre propriété accordé par les Indiens, est arrêté pour non-paiement du loyer au propriétaire voisin et emprisonné à Newark. Le peuple force les portes de la prison pour le libérer. Lorsque deux des hommes qui ont libéré Baldwin sont arrêtés, des centaines de citoyens du New Jersey s’assemblent devant la prison et en libèrent les occupants.
- 24 novembre : Ieshige Tokugawa devient shogun au Japon (fin en 1760)[3].
- Nuit du 27 au 28 novembre : raid sur Saratoga. 280 Français et 229 Amérindiens s'emparent du Fort de Saratoga par surprise et incendient la ville, tuant une trentaine d'hommes et faisant prisonniers le reste des habitants[4].

### Europe
- 8 janvier, guerre de Succession d'Autriche : quadruple-Alliance de Varsovie entre l'Autriche, la Grande-Bretagne, les Provinces-Unies et la Saxe contre l'extension de la Prusse[5].

- 15 avril : victoire autrichienne sur la France à la bataille de Pfaffenhofen[5].
- 22 avril : traité de Füssen entre l'Autriche et la Bavière. À la mort de Charles VII (20 janvier), son fils Maximilien III Joseph, le nouvel électeur de Bavière, traite avec Marie-Thérèse dont l’époux, François de Lorraine, est élu empereur en septembre (Auguste III de Saxe s’étant rallié à l’Autriche). Maximilien III Joseph renonce, pour lui et sa postérité, à toutes prétentions sur les États de la maison d'Autriche, en échange de la restitution des places conquises en Bavière par les Autrichiens[5].

- 7 mai : traité d'Aranjuez entre la France, l'Espagne, Naples et Gènes[5].

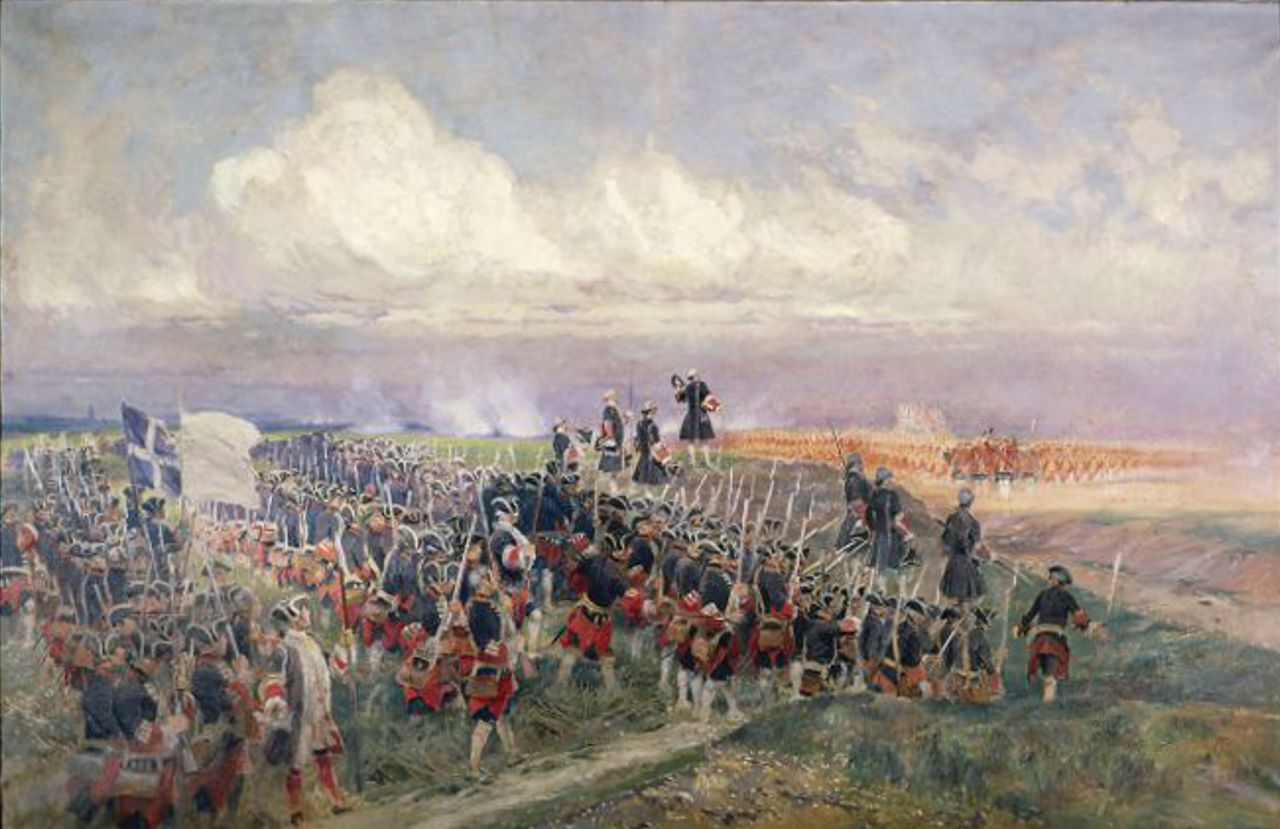
11 mai : bataille de Fontenoy.

- 11 mai : victoire française à la bataille de Fontenoy (Flandre). L'armée française (40 000 hommes), placée sous le commandement du maréchal Maurice de Saxe, remporte une victoire difficile sur les armées britanniques, Hanovrienne, Hollandaise et Autrichienne aux ordres du duc de Cumberland, général britannique et troisième fils du roi George (45 000 hommes). La France peut conquérir les Pays-Bas autrichiens[5].
- 18 mai : alliance de Leipzig entre l'Autriche et la Saxe conclue dans l'intention de reprendre la Silésie à la Prusse[5].

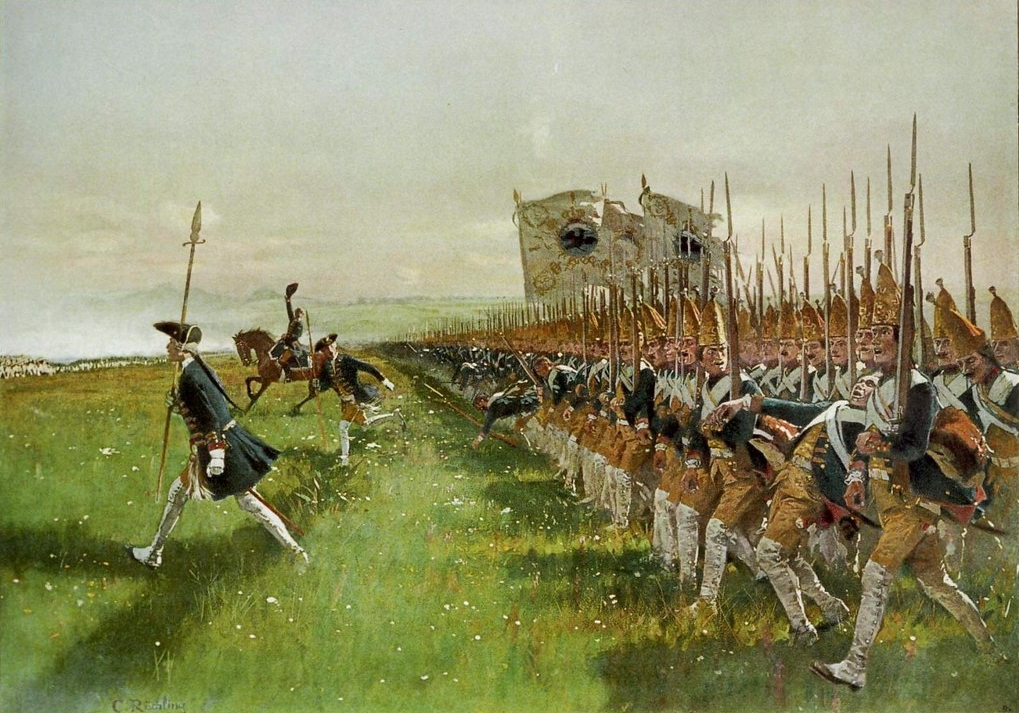
4 juin : attaque de l'infanterie prussienne à Hohenfriedberg.

- 4 juin : victoire de Frédéric II de Prusse sur l'Autriche à la bataille de Hohenfriedberg en Silésie. Frédéric II de Prusse envahit immédiatement la Bohême puis la Saxe fin novembre[5].
- 9 juillet : victoire française à la bataille de Melle[6].
- 11 juillet : prise de Gand par les Français. Le château se rend le 15[6].

- 14 août, Italie : prise de Tortone par les Franco-espagnols. La citadelle tombe le 21 août[5].
- 19 août : second soulèvement en Écosse des Jacobites, partisans de Charles Édouard Stuart (Bonnie Prince Charlie), aux trônes d'Angleterre et d'Écosse[7]. Charles Édouard Stuart débarque le 2 août, prend Édimbourg puis pénètre jusqu’au centre de l’Angleterre avec l’appui des tories.
- 21 août : Pierre de Holstein-Gottorp, le futur Pierre III de Russie épouse Sophie d'Anhalt-Zerbst, future Catherine II de Russie[8].
- 26 août : convention de Hanovre entre la Prusse et la Grande-Bretagne. Ces préliminaires de paix sont rejetés par Marie-Thérèse[5].

- 9 septembre : prise de Plaisance par les Franco-espagnols. Parme tombe le 16 et Pavie le 23[5].
- 12 septembre : naufrage du Götheborg, navire de la Compagnie suédoise des Indes orientales de retour de Chine dans le port de Göteborg[9].
- 13 septembre : François-Étienne de Lorraine est élu roi des Romains à Francfort, puis couronné empereur romain germanique le 4 octobre[10] (fin de règne en 1765).
- 21 septembre : victoire des Jacobites à la bataille de Prestonpans[11].
- 27 septembre : une escadre britannique bombarde Gênes[12].
- 28 septembre : défaite sarde à la bataille de Bassignano[5].
- 30 septembre : victoire de Frédéric II de Prusse sur l'Autriche et la Saxe à la bataille de Soor en Bohême[5].
- 12 octobre : les Espagnols prennent Alexandrie ; en novembre, ils prennent Asti et Casale[5].
- 17[13]-21 novembre[14] : l'alliance austro-sarde aide les Corses révoltés conduits par Domenico Rivarola à s'emparer de Bastia, avec l'appui de la flotte britannique. La ville sera reprise par les Génois l'année suivante.
- 15 décembre : victoire de Frédéric II de Prusse sur l'Autriche à la bataille de Kesselsdorf ; Dresde se rend le 17 décembre[5].
- 19 décembre : L'infant Don Philippe entre à Milan[5].
- 25 décembre : paix de Dresde. Après ses victoires à Kesselsdorf et à Hohenfriedberg, Frédéric II de Prusse impose à Marie-Thérèse le renouvellement du traité de Breslau qui confirme à la Prusse la possession de la Silésie[5].
- 26 décembre : signature à Turin de préliminaires de paix entre le royaume de Sardaigne et la France, qui donne le Milanais au nord du Pô au roi de Sardaigne ; l'Espagne proteste[5].

- Hongrie : les paysans coumans et iazyges rachètent leurs libertés perdues en 1702[15].

## Naissances en 1745
- 4 janvier : Jean Lecoutz de Lévizac, pédagogue, éditeur et grammairien français, mort en 1813.
- 6 janvier : Jacques-Étienne Montgolfier, inventeur français († 1799).
- 7 janvier : Johan Christian Fabricius, entomologiste et économiste danois († 3 mars 1808).
- 15 janvier : Juan de Osuna, prêtre jésuite et publiciste espagnol († 21 mai 1818).

- 18 février :
  - Friedrich Ludwig Karl Finck von Finckenstein, chef de gouvernement prussien († 18 avril 1818).
  - Alessandro Volta, physicien italien, connu pour ses travaux sur l'électricité († 5 mars 1827).
- 22 février : João de Sousa Carvalho, compositeur et professeur de musique portugais († 1799).

- 4 mars : Kazimierz Pułaski, officier et homme politique d'origine polonaise souvent qualifié de « père de la cavalerie américaine » († 11 octobre 1779).
- 11 mars : Bodawpaya, ou encore "Bodawphaya", roi d'Ava de 1782 à 1819. († 5 juin 1819).
- 12 mars : Egbert van Drielst, peintre néerlandais († 4 juin 1818).
- 24 mars : Gabriel-Narcisse Rupalley, peintre français († 7 mars 1798).
- 27 mars : Gabriel-Elzéar Taschereau, homme politique canadien († 18 septembre 1809).
- ? mars : Giovanni Bellati, peintre italien († 12 juin 1808).

- 1er avril : Nicolas Perseval, peintre français († 10 mai 1837).
- 14 avril : Pierre Lacour, peintre français († 28 janvier 1814).
- 20 avril : Philippe Pinel, médecin français, fondateur de la psychiatrie moderne († 25 octobre 1826).

- 28 juin : August Friedrich Oelenhainz, peintre allemand († 5 novembre 1804).

- 6 juillet : Jean-Joseph Taillasson, peintre, dessinateur et critique français († 11 novembre 1809).
- 15 juillet : Jean-Pierre Norblin de La Gourdaine, peintre, dessinateur, graveur et caricaturiste français naturalisé polonais († 23 février 1830).
- 28 juillet : Joseph Bernard, homme politique français († 7 août 1816).

- 10 août : Alexandre François Laurent Lepoitevin, magistrat français, pair de France († 10 juin 1840).
- 20 août : Vincenzo Brenna, architecte, décorateur et peintre suisse-italien († 17 mai 1820).
- 25 août : Luis de las Casas y Arragorri, gouverneur-général espagnol de Cuba († 19 juillet 1800).

- 9 septembre : Wenzel Peter, peintre autrichien († 28 décembre 1829).
- 29 septembre : Jean-Baptiste Pussin, surveillant d'asiles français, collaborateur de Philippe Pinel († avril 1811).

- 6 octobre : Franciszek Smuglewicz, dessinateur et peintre polono-lituanien († 18 septembre 1807).
- 22 octobre : Jean-Baptiste Huet, peintre français († 22 août 1811).
- 27 octobre : Maksim Berezovsky, compositeur, chef d'orchestre, chanteur d'opéra et violoniste ukrainien († 2 avril 1877).

- 13 novembre : Valentin Haüy, fondateur de  la première école pour aveugles († 19 mars 1822).
- 20 novembre : Pierre-Michel de Lovinfosse, peintre liégeois († 4 avril 1821).

- 1er décembre : José Romero, matador espagnol († 1826).
- 12 décembre : John Jay, homme politique, révolutionnaire, diplomate et juriste américain († 17 mai 1829).

- Date précise inconnue :
  - Perrucho (Francisco García), matador espagnol († 8 juin 1801).
  - Francesco Tironi, peintre italien († 1797).

- Vers 1745 :
  - Luigi Borghi, violoniste, compositeur et directeur artistique italien († vers 1806).
  - Karl Anton Hickel, peintre portraitiste autrichien († 30 octobre 1798).
  - Simeon Lazović, peintre serbe († 1817).
  - Teresa Choquehuanca, femme noble.

## Décès en 1745
- 20 janvier : Charles VII, électeur de Bavière et empereur du Saint-Empire (° 6 août 1697).
- 27 janvier : Jean Le Gros, peintre français (° 3 octobre 1671).

- 22 mai: François-Marie de Broglie, maréchal de France (° 11 janvier 1671).

- 13 juin : Domenico Antonio Vaccaro, sculpteur, architecte et peintre baroque italien de l'école napolitaine (° 3 juin 1678).
- 28 juin : Giovanni Maria delle Piane, peintre baroque italien de l'école génoise (° 1660).
- Juillet : Diego Mateo Zapata, médecin espagnol (° 1er octobre 1664).

- 16 novembre : Lucas von Hildebrandt, architecte autrichien d'expression baroque (° 14 novembre 1668).

- 19 décembre : Jean-Baptiste van Loo, peintre français (° 11 janvier 1684).
- 27 décembre : Johan Richter, peintre de vedute né à Stockholm et mort à Venise (° 1665).

- Date précise inconnue : Pietro Giovanni Abbati, peintre italien (° 1683).
- Après 1745 : Giuseppe Menabuoni, graveur et peintre italien (° vers 1708).